# The Talos Principle

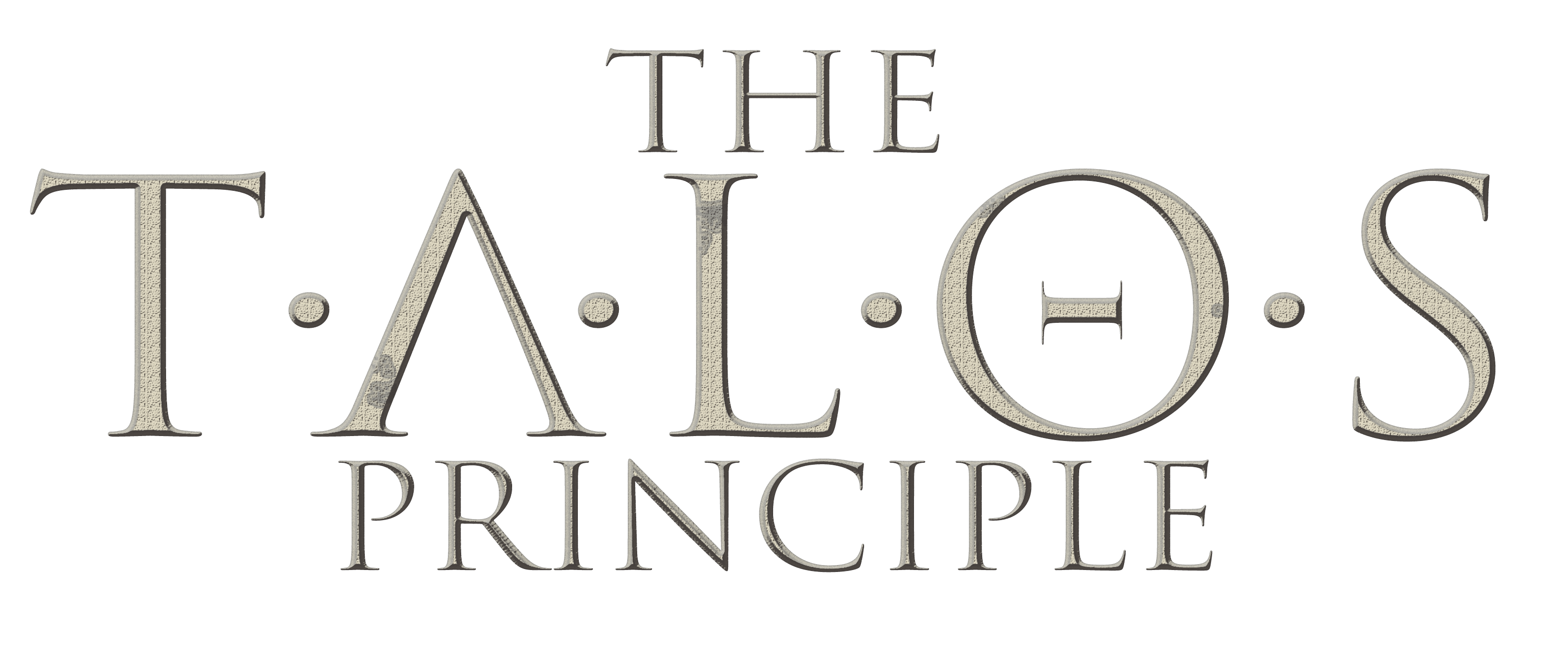
The Talos Principle

The Talos Principle is een first-person/third-person computerspel van Croteam, gepubliceerd door Devolver Digital. Het spel is op 11 december 2014 uitgebracht op Linux, OS X en Windows, 28 mei 2015 op Android  en op 13 oktober 2015 op PlayStation 4.
Op 23 juli 2015 werd de downloadbare inhoud "Road to Gehenna" uitgegeven voor Windows, OS X, and Linux. Deze downloadbare inhoud zal direct beschikbaar zijn op de PlayStation 4 wanneer het basisspel daar ook beschikbaar is.
In het spel moet de speler puzzels oplossen. Het spel heeft een filosofische verhaallijn om de fictieve materialistische term "Talos Principle", genoemd naar Talos uit de Griekse mythologie. De term omschrijft dat, wat een filosoof ook mag denken, dat deze uitsluitend bestaat omdat deze fysiek bestaat.

## Gameplay
In The Talos Principle lost de speler zo'n 120 op zichzelf staande puzzels op en verzamelt sigils (tetromino-stenen). Deze stenen worden vervolgens gebruikt in puzzels waar de speler een vlak moet vullen met tetromino stenen. Dit speelt meer puzzelelementen vrij, welke vervolgens gebruikt worden om nieuwe puzzels op te lossen. In elk level zijn sterren verstopt die vaak ongebruikelijke oplossingen vereisen, en die uiteindelijk toegang geven tot een alternatief einde van het spel.
Het spel is onderverdeeld in drie hubs, elk met een eigen thema. Iedere hub bevat een "messenger", een robot npc die een hint kan geven voor een moeilijke puzzel, een wereld die kan worden geopend wanneer voldoende zijn verzameld en verschillende normale werelden waarin tetromino's en sterren verzameld kunnen worden. In de wereld die de drie hubs met elkaar verbindt bevindt zich ook een hoge toren die een belangrijk onderdeel vormt in twee van de eindes van het spel.
De verhaallijn wordt verteld door middel van informatiefragmenten in (automatisch vertaald) QR-formaat en computerterminals die inzicht geven in de wereld waarin de speler zich bevindt, en de wereld die daarbuiten bestaat. Naarmate meer puzzels worden voltooid, komt er een extra verhaallijn bij die via elke terminal in het spel benaderd kan worden. Hierbij worden er vragen gesteld aan de speler die de speler doet nadenken over diens keuzes en overtuigingen.

## Plot
De protagonist, een naamloze androïde, komt bij bewustzijn in een serene omgeving. Een stem, die zich identificeert als Elohim, informeert de robot dat het verscheidende werelden heeft gecreëerd, dat het moet onderzoeken en waarin het sigils, verborgen in verschillende puzzels, moet verzamelen als onderdeel van een pad naar verlichting. Spoedig bevindt de android zich aan de basis van een gigantische toren die verdwijnt in een donkere wolk, en Elohim waarschuwt de toren niet te beklimmen.
Wanneer de android de wereld verkent, vindt het een groot aantal berichten van andere schijnbaar intelligente wezens die deze wereld eerder hebben bereisd. In de berichten bediscussiëren ze de wereld waarin ze zitten, en de woorden van de entiteit die zich Elohim noemt. De android ziet soms ook de wereld flikkeren, wat de suggestie geeft dat deze wereld virtueel is. De android ontdekt een aantal "Messengers", discipelen van Elohim die ook androids zijn, die de woorden van Elohim zonder meer opvolgen. De android vindt computerterminals in de wereld, waar het leert wat er is gebeurd met de mensheid. Op een bepaald punt in het verleden ontdooide door de opwarming van de Aarde een virus dat tot die tijd bevroren gezeten had in permafrost. Het virus was lethaal, en niet te stoppen.
In een poging om de kennis van de mensheid te bewaren werd een kopie van het internet opgeslagen in verschillende databanken. Ze schreven een programma, de Library Assistant Milton, om deze informatie te categoriseren, zelfs lang nadat de mensheid was uitgeroeid. Milton, ooit een doodnormaal programma, is uitgegroeid tot iets dat intelligent lijkt. Het programma debatteert het leven en (zelf)bewustzijn met de speler. Milton probeert de android ervan te overtuigen om tegen Elohim's wil in te gaan, en toch de toren te beklimmen.
De android leert ook over het andere deel van het project EL, Extended Life. Een ingenieur en onderzoeker Alexandra Drennan werkte met haar team aan een Talos/Soma unit zoals die ook zichtbaar is in de simulatie. Daarnaast zette ze de simulatie op waarin de speler zich bevindt, met als uiteindelijk doel een android te krijgen die alle tests succesvol kan volbrengen, en dus kan overleven in een Talos/Soma unit buiten de simulatie. Deze Alexandra heeft ook audio-fragmenten achtergelaten in de simulatie, waarin ze spreekt hoe het volgens haar is om mens te zijn, haar dromen, gevoelens en hoe het is om een proces in gang te zetten dat intelligent leven ontwikkelt, maar er nooit kennis mee te kunnen maken.
Wanneer de android alle sigils heeft verzameld geeft Elohim de android de kans om veilig bij hem te komen, in feite hemelsvaart binnen de regels van het spel. De simulatie eindigt voor deze android, en alle checks behalve de "onafhankelijkheid-check" worden afgevinkt. De android had echter nog sigils, en er staat een enorme toren waar de android niet is binnen geweest. Wanneer de android alle sterren verzameld heeft kan de android Elohim's nieuwste "messenger" worden. Wanneer de android geen van beide doet, kan deze de toren beklimmen en aan de laatste puzzel beginnen. Elohim waarschuwt dat de wereld waarin zij zijn zal worden vernietigd als de android de puzzel voltooit en beveelt de android terug te gaan. Deze puzzel wordt gedaan samen met twee npc androids, The Shepherd en Samsara. Een van beide helpt de speler, de andere werkt de speler tegen. Wanneer de speler deze puzzel voltooit komt deze bij de laatste computerterminal. Deze stelt de speler in staat om de simulatie te verlaten en geüpload te worden in een Talos/Soma unit in de buitenwereld. De simulatie wordt verwijderd, daar de taak is volbracht, terwijl de nu geüploade android voor het eerst de wereld buiten de simulatie bekijkt.
In de downloadbare inhoud "Road to Gehenna" speelt de speler als Uriel, een van Elohim's "messengers". Nu er een android is geüpload naar een Talos/Soma unit in de buitenwereld stort de simulatie in. Elohim heeft echter voorgaande androids die probeerde de laatste puzzel te voltooien verbannen naar een plaats waar hij niet meer bij kan. Uriel heeft de taak om deze androids te bevrijden, om zo te zorgen dat ook zij geüpload kunnen worden naar units buiten de simulatie. Uriel vindt tijdens diens tocht door Gehenna uit dat de verbannen robots een eigen gemeenschap hebben opgebouwd vanuit hun cellen, met hun eigen regels en gebruiken. Uriel leert hoe andere androids dingen in de mensheid conceptualiseren aan de hand van informatie die in Milton's bibliotheek van informatie staan, en hoe verschillende AI persoonlijkheden staan tegenover verlaten van hun vertrouwde Gehenna en uploadt naar een andere wereld.

## Ontvangst
The Talos Principle kreeg lovende kritiek, met een geaggregeerde score van 86.76% (34 reviews) op GameRankings en 85/100 (57 reviews) op Metacritic.
GameTrailers vond dat The Talos Principle het beste puzzel/adventure-spel van 2014 was. Het spel was een finalist in de categorieën "Excellence in Design" en "Seumas McNally Grand Prize" tijdens het Independent Games Festival in 2015, en werd genomineerd voor de categorie "Excellence in Narrative".